# Сражение в Кота-Бару
Сражение в Кота-Бару (англ. Battle of Kota Bharu) — первое крупное сражение между британскими и японскими войсками, произошедшее 8 декабря 1941 года в ходе японского вторжения в Малайю.

## Планы сторон
Японский план вторжения предусматривал высадку войск 5-й дивизии в Паттани и Сонгкхле на восточном побережье Таиланда и войск 18-й дивизии в Кота-Бару на северо-восточном побережье Малайи. Силы, высадившиеся в Таиланде, должны были прорваться к западному побережью и вторгнуться в Малайю через северо-западный штат Кедах, в то время как восточные десантные силы должны были атаковать вдоль восточного побережья от Кота-Бару и вглубь Малайи.
Британский план защиты от нападения из Таиланда на северо-запад Малайи заключался в нанесении упреждающего удара по южному Таиланду, известном как операция «Крокол», чтобы занять стратегически важные позиции и задержать атаку противника. Восточное побережье Малайи защищалось 9-й индийской пехотной дивизией вдоль северного участка береговой линии и австралийской 8-й дивизией, защищавшей южный участок побережья.

## Ход операции
Ещё 6 декабря 1941 года британцами были замечены японские корабли возле берегов Малайи, направляющиеся в сторону Таиланда. Однако главнокомандующий вооружёнными силами на Дальнем Востоке Роберт Брук-Пофэм отдал приказ не атаковать первыми, так как, по его мнению, эта акция японцев касалась Таиланда. Днём 7 декабря вновь были подняты разведывательные самолёты, которым удалось обнаружить японский крейсер, четыре миноносца и несколько транспортных судов, следующих курсом на юг. Но приказа атаковать эти корабли не поступило. 
Спустя час после полуночи 8 декабря японские корабли начали обстреливать британские позиции возле Кота-Бару, укреплённые наземными минами, колючей проволокой и дотами. Волнение на море и сильный ветер затруднили десантную операцию японцев, и ряд небольших судов перевернулся. Несмотря на эти трудности, к 00:45 первая волна десантных катеров направлялась к берегу четырьмя линиями. 
К середине утра 8 декабря японцы высадили на берег три полных пехотных батальона. Первая и вторая волны их атаки были скованы интенсивным огнем из дотов и окопов, но после ожесточенных рукопашных боев на южном берегу устья была проделана брешь. На северном берегу японцы были прижаты к острову. 
Самолеты союзников с близлежащих аэродромов начали атаковать флот вторжения и солдат, оказавшихся в ловушке на острове. Японские потери в первой и второй волнах были тяжелыми. Японцам удалось уничтожить две позиции дотов и опорные траншеи. Несмотря на упорное сопротивление, британцы были вынуждены отступить к оборонительным позициям перед аэродромом. 
В 10:30 и во второй половине дня британцами были предприняты контратаки в попытке вернуть утраченные пляжи, при этом один полк атаковал с юга, а второй  с севера, и добиться некоторого продвижения, но они не смогли закрыть брешь в обороне и отступили.
В сумерках 8 декабря японские солдаты стали просачиваться между британскими частями и создавать угрозу высадки дальше на юг, поэтому бригадир Ки, получивший разрешение отступить, отвёл свои подразделения. Аэродром был эвакуирован, и 9-го числа японцы взяли Кота-Бару. 